# Орадел (Њу Џерзи)
Орадел (енгл. Oradell) град је у америчкој савезној држави Њу Џерзи.

## Демографија
По попису из 2010. године број становника је 7.978, што је 69 (-0,9%) становника мање него 2000. године.
| Група             | 2000.         | 2010.         |
| Белци             | 7.047 (87,6%) | 6.537 (81,9%) |
| Афроамериканци    | 39 (0,5%)     | 54 (0,7%)     |
| Азијати           | 651 (8,1%)    | 898 (11,3%)   |
| Хиспаноамериканци | 249 (3,1%)    | 397 (5,0%)    |
| Укупно            | 8.047         | 7.978         |